# أيريال باورس
أيريال باورس (بالإنجليزية: Aerial Powers)‏ مواليد 17 يناير 1994 في ديترويت، هي لاعبة كرة سلة أمريكية. بدأت مسيرتها الاحترافية في سنة 2016. تم اختيارها من قبل فريق دالاس وينغز خلال الدرافت. تلعب مع دالاس وينغز في دوري الاتحاد الوطني لكرة السلة النسائية. وتحمل الرقم 23. يبلغ طولها 6 قدم 0 بوصة (1.8 م).

## روابط خارجية
- أيريال باورس على موقع الاتحاد الوطني لكرة السلة النسائية (الإنجليزية)
- أيريال باورس على موقع كرة السلة الأوروبية.كوم (الإنجليزية)
- أيريال باورس على موقع كلية كرة السلة في سبورتس رفرنس.كوم (الإنجليزية)
- أيريال باورس على موقع بروبوليرز (الإنجليزية)
- أيريال باورس على موقع سبورتس رفرنس (الإنجليزية)